# Fontaine ardente

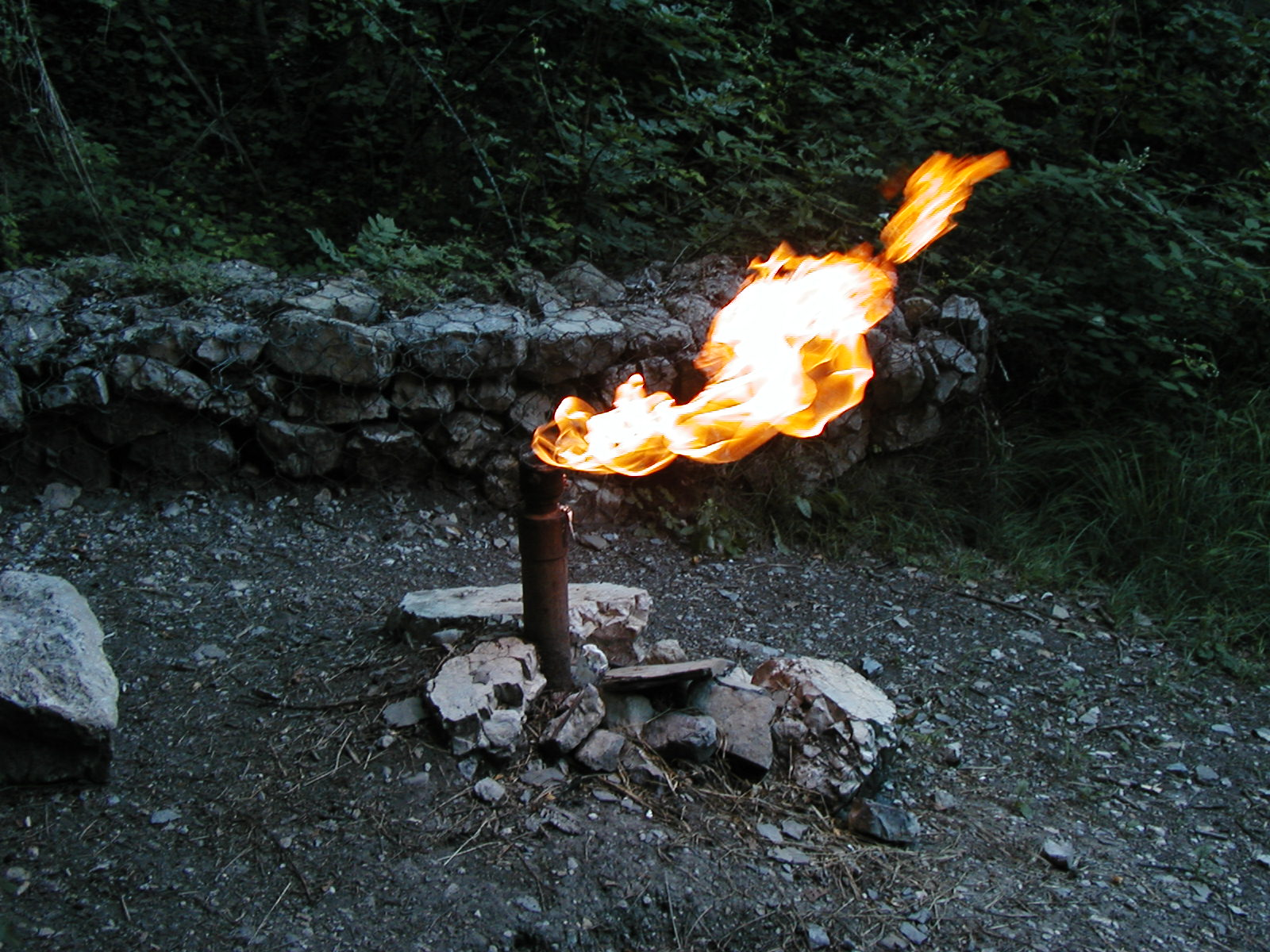
La fontaine ardente du Gua en 2005.

Une « fontaine ardente » est une source naturelle de gaz inflammable (naturellement exprimé par le sol) et dont la flamme est autoentretenue ou peut être facilement rallumée.

## Histoire
De telles fontaines ont été citées par des auteurs anciens dont en Europe :
- Quelques feuillets d'un ensemble de 300 manuscrits qui semblent être un projet d'encyclopédie (non datés et non signés, mais écrits après 1797[1]) évoque plusieurs lieux de Sicile et des Apennins (Italie) où l'on pouvait observer des flammes s'élevant de terre, l'auteur comparant ces gaz inflammables à ceux de à la fontaine ardente du Dauphiné en France (voir ci-dessous) et à ceux que l'on pouvait produire en mettant en contact de l'eau, de l'huile et du vitriol avec du fer.

- Ces mêmes sites italiens sont aussi cités par l'abbé naturaliste et physiologiste Lazzaro Spallanzani dans un chapitre intitulé « Des substances propres à produire et à renouveler sans cesse le gaz inflammable des feux de Barigazzo et d'autres du même genre »[2]. Il cite 4 feux (dits del Legno, del Peglio, acqua buja et di canida à Pietra-Mala (Toscane), et dit qu'on pouvait en observer à Barigazzo (en Émilie-Romagne) et à Della Raina (près de Boccasuolo).

La flamme de Baba Gurgur en Irak est mentionnée par Hérodote, et considérée par certains comme la fournaise ardente du Livre de Daniel, dans l'Ancien Testament, où Nabuchodonosor fit jeter trois Juifs qui refusaient d'adorer une idole.

## Fontaines ardentes

### En France
Plusieurs fontaines ardentes peuvent être observées en France, dans le département de l'Isère, en terrain calcaire.

#### Font qui brûle (Le Gua)
La Font qui brûle est sans doute la plus connue des fontaines ardentes en France. Elle est située sur la commune de Saint-Barthélémy du Gua (44° 59′ 20″ N, 5° 37′ 28″ E), au sein de la vallée de la Gresse, dans l'Isère.
Jean-Étienne Guettard évoque cette « fontaine brûlante » dans ses Mémoires sur la minéralogie du Dauphiné, mais il n'a pu voir ce feu lui-même. Le directeur des Ponts-et-Chaussées Jean-Charles-Philibert Trudaine de Montigny à qui il en a parlé s'y déplace le 18 septembre 1768 (avec un inspecteur général des turlies et levées ; Mr de Regemorte), mais ils n'observent rien car la fontaine est éteinte depuis 1699. Philippe de La Hire avait sollicité un ingénieur du Roi (Mr Dieulamant) afin qu'il la décrive : l'ingénieur la présenta comme un rocher mort, petit volcan d'où s'élevait une flamme errante, et il jugea ces émanations inflammables de même nature que les gaz inflammables qui forment les feux-follets des marais ou aux inflammations qu'on observe en Italie à Pietra-Mala.
Alimentée par une poche de gaz naturel, la Fontaine s'est éteinte à la suite de travaux de recherche d'hydrocarbures (qui se sont soldés par un échec), puis est réapparue.
Considérée aujourd'hui comme l'une des « sept merveilles du Dauphiné », elle était déjà mentionnée par Saint Augustin (354-430) et Grégoire de Tours (538-594) comme l'une des sept merveilles de la création. Durant la Renaissance, Christofle de Gamon semble l'évoquer dans son ouvrage « L'antidote des livres d'amour » (œuvre poétique de jeunesse) à propos de la naïade de la Fontaine Ardente.

Elle a fait l'objet de travaux de restauration au cours des dernières années, et est actuellement accessible à partir d'un chemin balisé au départ de la départementale D8, à proximité du hameau de La Pierre, à mi-chemin entre Saint-Barthélémy du Gua et Miribel-Lanchâtre, au lieudit de Bayanne. Un panneau explicatif se trouve à l'entrée du sentier.

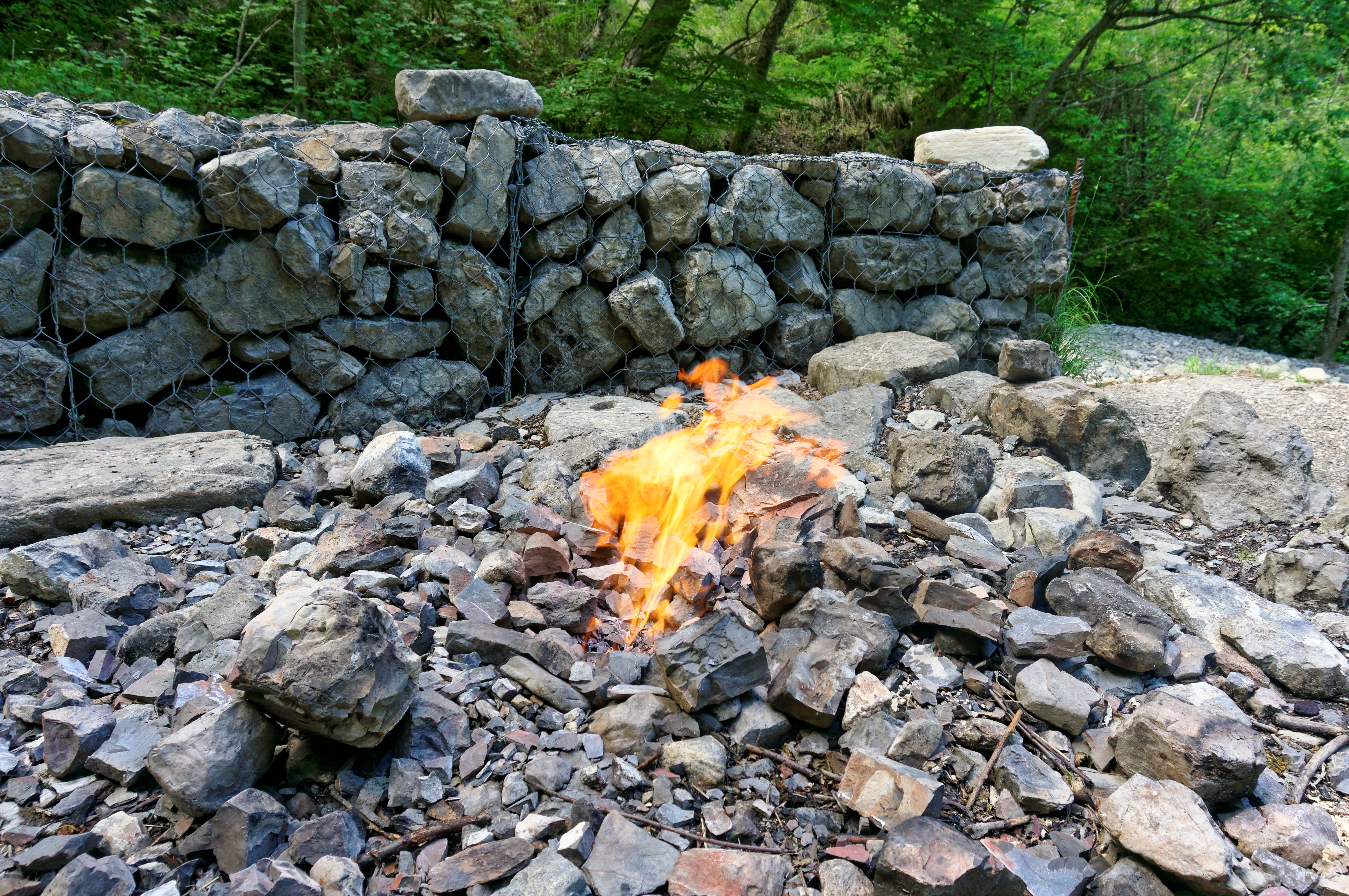
La fontaine ardente du Gua en 2017.
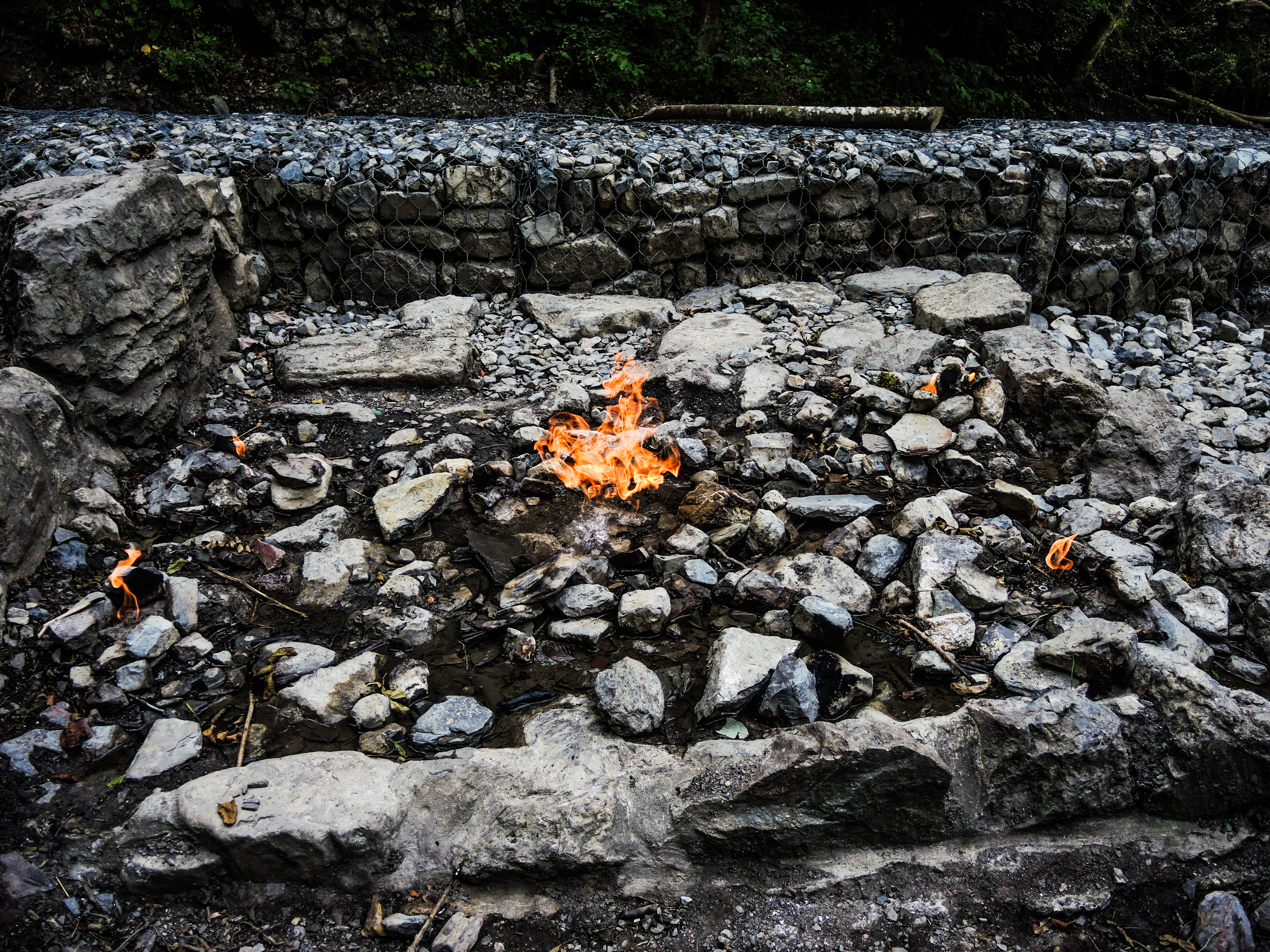
La fontaine en 2018.
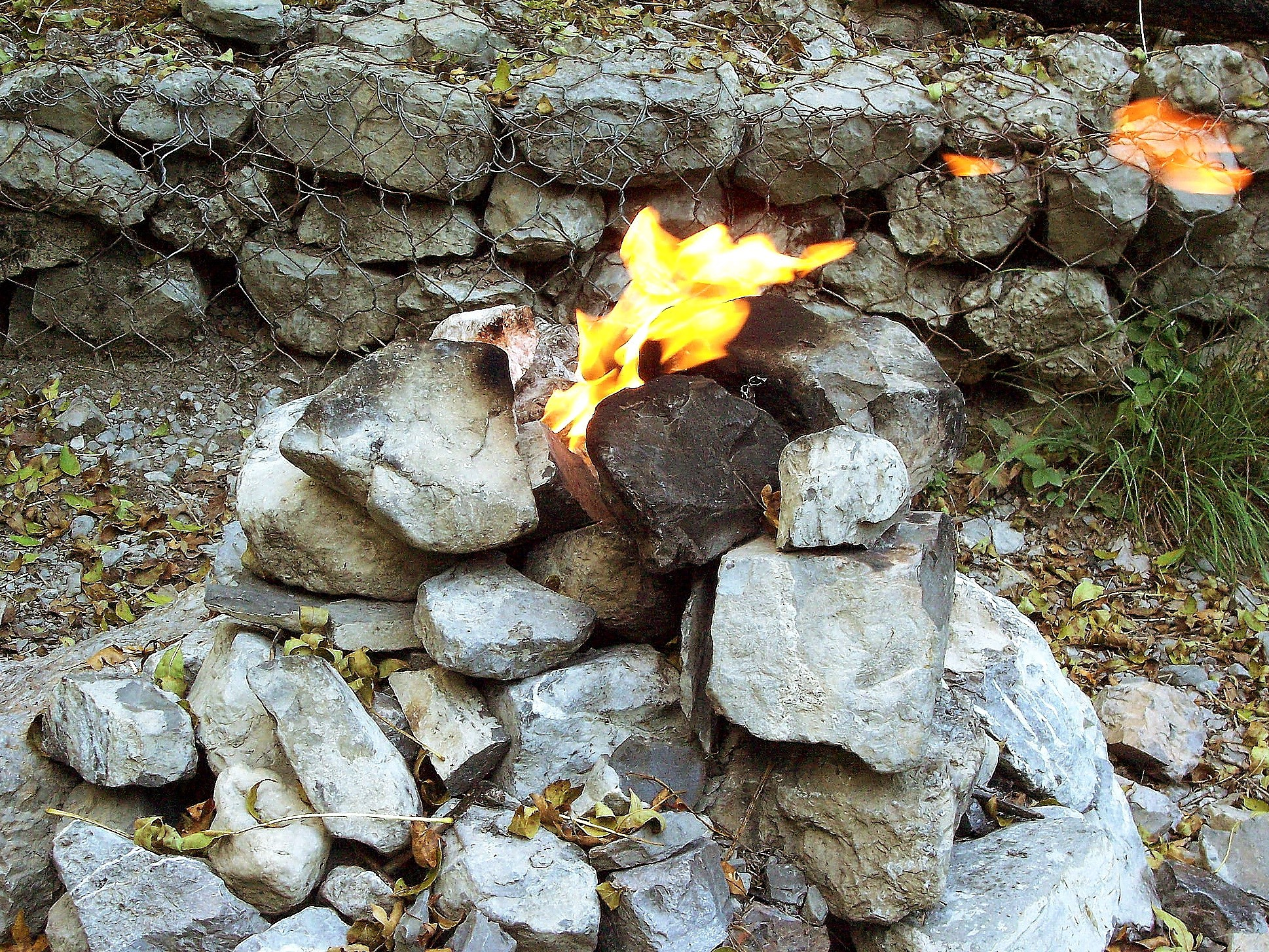
La fontaine en 2009.
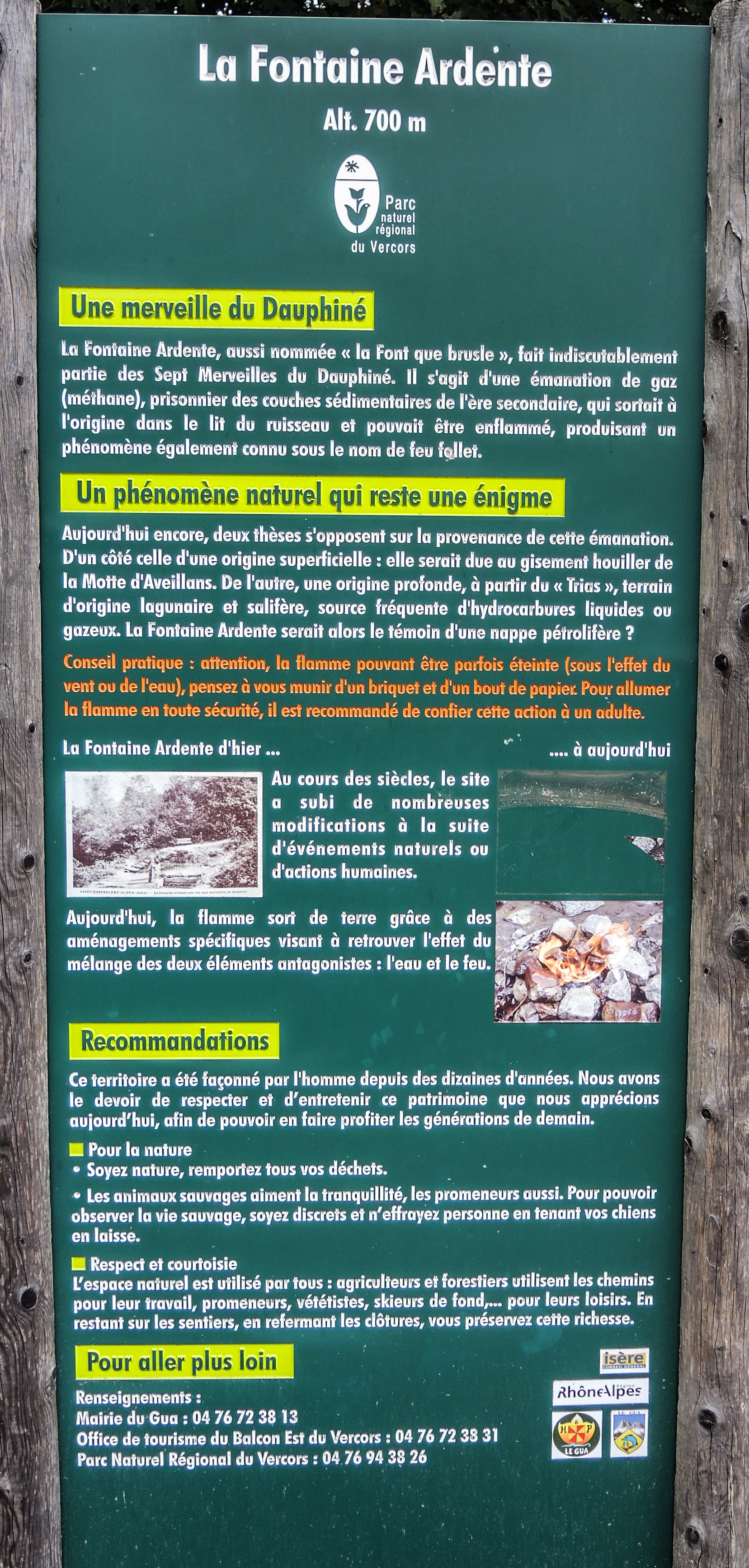
Panneau explicatif sur la fontaine.

##### Légendes de la fontaine

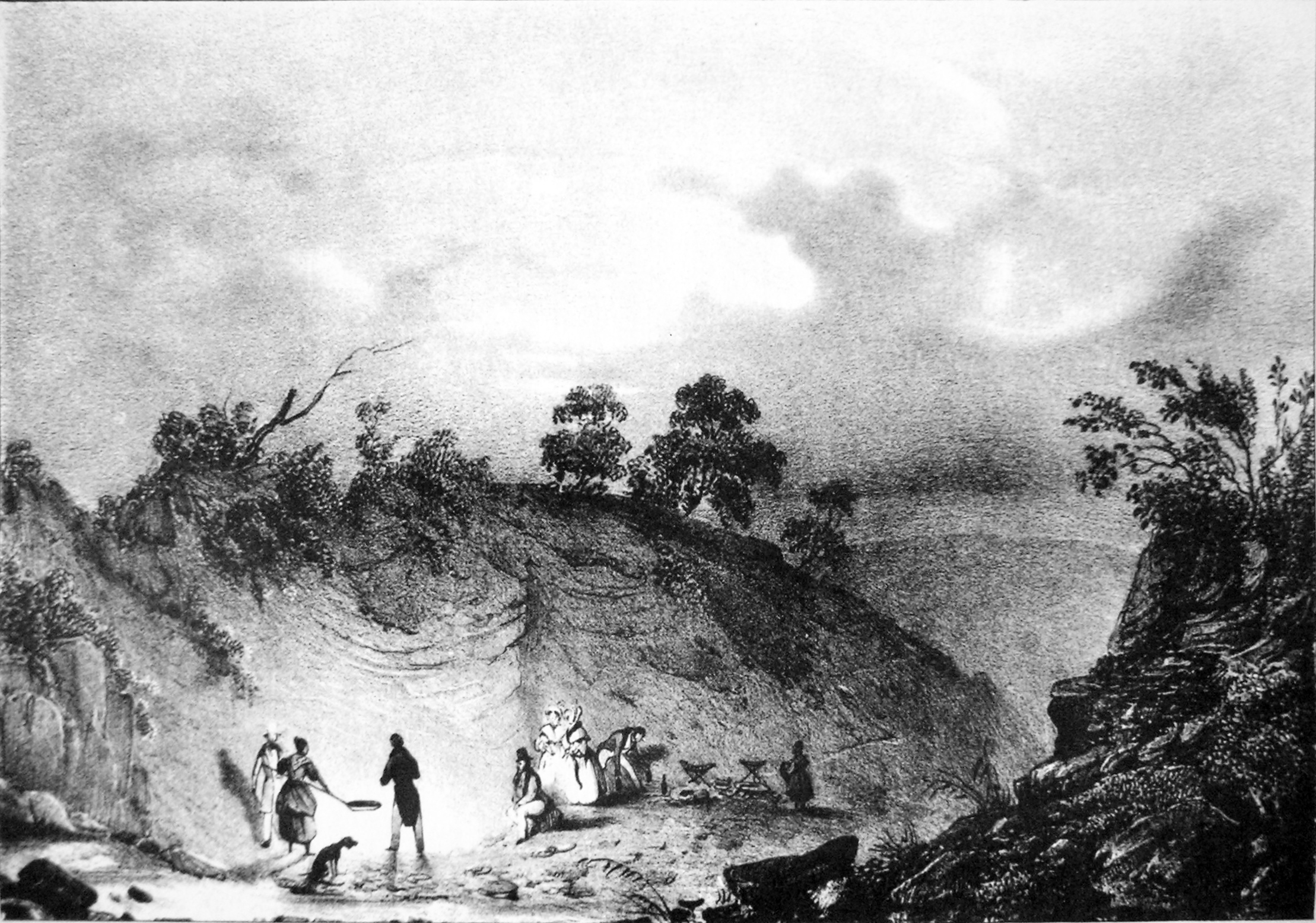
La fontaine ardente au XIXe siècle, illustrée par Victor Cassien (1808 - 1893).

Une première légende, transmise par tradition orale dans la vallée de la Gresse, raconte l'histoire de saint Michel qui, déguisé en vagabond, se serait arrêté à Bayanne (Le Gua) en demandant l'hospitalité : après que sept fermes la lui aient refusée et que les fermiers l'aient chassé, saint Michel aurait alors invoqué le « Feu du ciel » (châtiment divin) pour punir la méchanceté et l'égoïsme des hommes : une haute flamme aurait alors jailli d'un ruisseau en provoquant un terrible incendie qui détruisit l'entièreté du village de Bayanne, et aurait depuis continué à brûler dans le fond de la gorge pour rappeler le souvenir du passage de l'archange saint Michel à qui l'on avait refusé la charité,.
Une seconde légende, beaucoup moins répandue et rattachée à la mythologie grecque et romaine, est racontée par Paul Berret au XXe siècle dans l'ouvrage Les sept merveilles du Dauphiné : la Fontaine Ardente serait alors la personnification d'une naïade ou de la nymphe Chloris qui, abandonnée par son amour Vulcain (ou Hercule), témoigne éternellement sa douleur par ses larmes (l'eau de la fontaine) et son amour par les flammes qui la consumeront toujours,.
Une troisième légende relevée voudrait que la flamme soit provoquée par le souffle du dernier dragon du Dauphiné — créature qui, après avoir envahi la vallée de la Gresse, aurait été piégée par le chevalier Algemar, seigneur du château d'Uriol, qui aurait fait ensevelir la bête sous une avalanche de rochers, et dans laquelle elle est retenue prisonnière depuis,.

#### Autres sites en France
- MM Mercier et Seguin rappellent lors d'une séance à l'Académie qu'une importante apparition de gaz combustible survenue le 2 mai près de Grenoble en 1938, qu'ils envisagent de relier à la fontaine ardente du Dauphiné (qui pourrait être celle décrite par saint Augustin (Civ. D., I, XXI, c. vII) aussi décrite par Symphorin Champier (1525)[12].
- À Meylan, sur les contreforts de la Chartreuse, en amont de Rochasson, se trouve également une quasi-fontaine ardente. Elle se déplace au cours des années vers le nord (à raison de quelques centimètres à un mètre par an). En effritant la roche et en approchant une allumette, on peut faire apparaître de furtives sources de gaz[13].

### Turquie
- À Yanartaş dans le parc national Olympos, du gaz naturel brûle depuis des fissures dans la montagne. On pense qu'il s'agit de l'emplacement de l'ancien mont Chimère. Il s'agit probablement du plus grand dégagement de méthane non-biologique du monde, qui brûle depuis plus de 2 500 ans. Les flammes étaient utilisées dans l'Antiquité comme repères de navigation[14].

### États-Unis
- Les Eternal Flame Falls (en), une petite flamme de gaz naturel qui brûle derrière une petite chute d'eau dans le parc de Chestnut Ridge.
- Parc de Flaming Geyser (en) dans l'État de Washington.

### Taïwan
- Guanziling (en) (district de Baihe, Tainan) est un site de sources chaudes où se trouve une fontaine ardente.

### Inde
- Le temple de Jwalamukhi Devi (en) (dans l'Himachal Pradesh) a été construit autour d'une flamme qui s'échappe d'une fissure dans la roche.

### Turkménistan
- La Porte de l'Enfer, champ de gaz naturel enflammé dans un cratère de 70 mètres de diamètre.

### Irak
- Baba Gurgur, dans un champ pétrolier du Kurdistan irakien.

### Azerbaïdjan
- Yanar Dagh, site proche de Bakou, où les flammes peuvent atteindre 3 mètres de hauteur.

### Nouvelle-Zélande
- À une quinzaine de kilomètres de la petite ville de Murchison, dans les collines, se trouve une fontaine ardente alimentée par du méthane naturel[15].

### Indonésie
- Connue depuis le XVe siècle, la flamme de Mrapen, bleue, provient aussi de gaz naturel s'échappant du sol. Elle se situe près du village de Manggarmas (dans le Kabupaten de Grobogan sur l'île de Java). Elle s'est éteinte en 1996 et en 2020, mais a pu être rallumée. La flamme de Mrapen est sacrée dans la culture locale: on dit qu'elle est apparue lorsque Sunan Kalijaga a planté un bâton dans le sol en cherchant une source d'eau pour ses soldats. Elle est aussi utilisée par les bouddhistes pour la célébration de Vesak. Elle est régulièrement utilisée pour des événements internationaux tels que les premiers jeux GANEFO en 1963, les Jeux d'Asie du Sud-Est, etc.[16],[17] Les kris sacrés du sultanat de Demak auraient été forgés dans le feu de Mrapen[18].
- Kayangan Api (District de Ngasem, Bojonegoro), aussi considéré comme sacré[17].
- Api Abadi Sungai Siring, près de Samarinda à Bornéo.
- Api Yang Tak Kunjung Padam, au village de Larangan Tokol dans le Pamekasan à Java, aussi utilisée pour les événements sportifs. Son origine est l'objet d'une légende[17],[19].
- Flammes Bleue sur le Kawah Ijen, aussi à Java. Une partie du soufre contenu dans les gaz se condense pour former des coulées enflammées bleues[20],[17].